# Ricardo Matte Pérez
José Adolfo Ricardo Matte Pérez (Santiago, 20 de marzo de 1860 – Ibídem, 16 de agosto de 1913) fue un abogado y político chileno. Senador, ministro de Estado e importante miembro del Partido Conservador de Chile.

## Primeros años de vida
Hijo del matrimonio entre Domingo Matte Mesías y Rosario Pérez Vargas, cuyos demás hijos fueron también destacados, especialmente Augusto Matte, Claudio Matte, Domingo Matte Pérez, Eduardo Matte Pérez, y Delia Matte.
Estudió Humanidades en el Instituto Nacional y posteriormente Derecho en la Universidad de Chile, donde se tituló de abogado.

### Matrimonio e hijos
Se casó con Luisa Amunátegui Reyes, hija del famoso historiador Gregorio Víctor Amunátegui Aldunate y de Luisa Reyes Pérez-Cotapos. Con ella tuvo siete hijos (uno de los cuales murió siendo pequeño): Inés, Delia, Josefina, Carmen, Luisa y Ricardo. Sus dos hijos, y dos de sus cinco hijas, fallecieron sin dejar descendencia.

## Vida pública

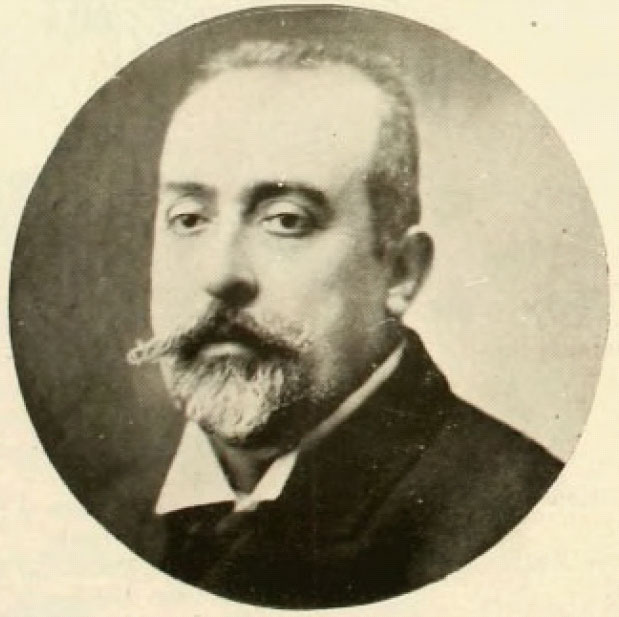
Ricardo Matte Pérez

Miembro del Partido Conservador (el único de la Familia Matte Pérez, cuyos miembros eran destacados liberales), Ricardo Matte luchó contra el presidente Balmaceda. Posteriormente, como Ministro de Estado, Ricardo Matte fue la típica víctima de las rotativas ministeriales tan comunes durante el Parlamentarismo chileno. Fue ministro de Guerra y Marina desde el 27 de noviembre de 1899 hasta el 3 de noviembre de 1900 y luego desde el 7 de abril de 1903 hasta el 1 de septiembre de 1903, periodos durante los cuales se preocupó especialmente por mejorar la condición del Ejército de Chile; mientras que con posterioridad fue Ministro del Interior desde el 1 de septiembre de 1903 hasta el 23 de octubre de 1903.
Diputado por Ancud, Quinchao y Castro (períodos de 1891 a 1894; 1894 a 1897 y 1897 a 1900.), integró las Comisiones de Guerra y Marina, de Negocios Eclesiásticos, de Policía Interior y la Comisión Conservadora para el receso de 1897 a 1898. Ocupó la segunda vicepresidencia el 29 de diciembre de 1897 hasta el 21 de diciembre de 1898, a partir de aquella fecha tomó la primera vicepresidencia hasta el 6 de julio de 1899, volviendo a ocuparla desde el 14 de octubre al 16 de diciembre de 1899.
Fue Senador por Chiloé (períodos de 1900 a 1909). Durante esta senaturía integró la Comisión de Obras Públicas y la de Presupuestos, así como la Conservadora para el receso de 1902 a 1903, 1907 a 1908 y 1908 a 1909; la Comisión y Hacienda; la Comisión de Industria y Obras Públicas; la de Culto y Colonización y presidió la Comisión de Presupuestos. Entonces fue vicepresidente desde el 5 de junio de 1906 al 26 de agosto de 1908, y también desde el 17 de diciembre de 1908 al 18 de enero de 1909.
El 8 de agosto de 1911 asumió la presidencia del Senado. Entonces integró la Comisión de Instrucción Pública; la Comisión de Guerra y Marina y presidió la de Hacienda, y la Conservadora para el receso de 1909 a 1910 y 1910 a 1911. 
Fue también Senador por Santiago (período de 1912 a 1918), cuando ocupó el cargo de presidente provisorio desde el 15 de mayo al 3 de junio de 1912 y entonces ocupó la presidencia del Senado hasta su muerte, tiempo durante el cual presidió la Comisión de Hacienda. Fue propietario de los fundos San Luis y Lo Lastra en la Comuna de Ñuñoa. Falleció arruinado (producto de haber avalado los gastos de tantas campañas de candidatos de su partido), en Santiago, el 16 de agosto de 1913. La calle Ricardo Matte Pérez, en la comuna de Providencia, lleva su nombre en su honor: "Nacido en 1860, Ricardo Matte fue Diputado, Ministro de Guerra y Marina y Ministro del Interior. Presidió varios años la Cámara Alta. Al morir, se le brindó un gran homenaje por su permanente interés en los más desposeídos."